# DJ residente

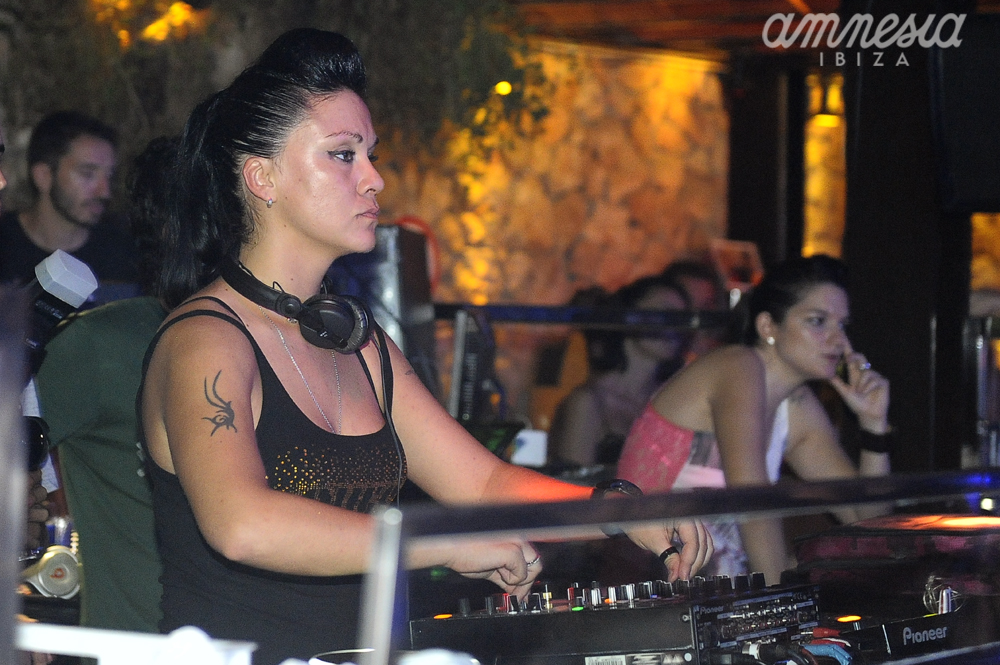
Lydia Sanz, DJ residente de Amnesia Ibiza

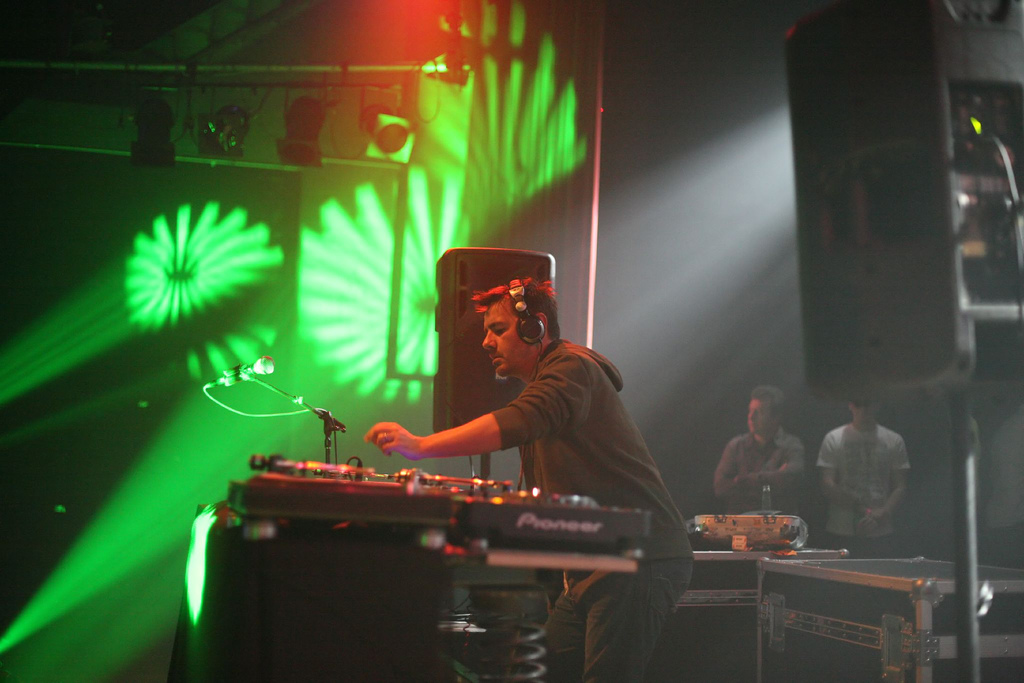
Laurent Garnier, hoy en día considerado una leyenda viva del techno, comenzó pinchando en el Rex Club de París.

En la cultura DJ, se le llama DJ residente o DJ local a aquel DJ que forma parte de la plantilla de empleados del club, a diferencia de un artista invitado, que opera como freelance, es decir, pincha en varios clubs (incluso en varios países) y no está «casado» con ningún club. Obtener una residencia implica formar parte de la plantilla asalariada de una empresa. A diferencia de un invitado, el residente casi inevitablemente se tiene que amoldar a unos estilos musicales determinados dictados por la empresa contratante. En cambio, el patrocinio del residente recae en el propio club, lo que le probablemente le signifiquen mayores inversiones en marketing que si trabajara independientemente. 
Generalmente, un residente suele obtener menos fama, consideraciones (y salario) que un invitado, aunque hay notables excepciones sobre esto; ejemplos de residentes exitosos son Sandrien de Trouw (Ámsterdam), o Ben Klock y Marcel Dettmann del Berghain (Berlín). La residencia está considerada como la mejor vía de aprendizaje pragmático para un DJ novato: se pone en práctica todo lo aprendido en casa pero esta vez con un público delante, lo que le obliga a entablar una «conversación» con el público.

## Historia
Originalmente, cuando se formaron los primeros clubs nocturnos underground de los años 70s y 80s la contratación fija era la práctica más común de fichar DJs, por lo que todos eran residentes. La cultura de la música electrónica y el DJing surgió en las grandes ciudades industrializadas de los países anglosajones: Reino Unido y los Estados Unidos. Posteriormente, el oficio de DJ se popularizó y diversificó, y cambió el paradigma a una forma de empleo tipo freelance; «Para principios de los años 90 la red de raves comerciales y clubs estilo rave de macropistas ya había creado un circuito cerrado de DJs invitados» que viajaban por todo el país, y por lo tanto, se redujo la cantidad de DJs residentes.
A finales de los años 90, ante la necesidad de renovación en el mundillo, resurgió la figura del DJ residente, y así se ha mantenido hasta la actualidad. No obstante, el actual rol del residente varía ligeramente respecto al rol tradicional, puesto que ha surgido un nuevo concepto: el «residente invitado», varios residentes «invitados» que se turnan para pinchar regularmente en un club por una temporada. Un ejemplo fue Paul Oakenfold que obtuvo un contrato temporal y se trasladó unos meses a Liverpool en 1997 para pinchar los sábados en el club Cream. 
Al difuminarse la línea que separa residencia de invitación, se permite una mayor flexibilidad laboral tanto para los DJs como para los clubs. Así es como se ha venido manteniendo a lo largo del siglo XXI.

## Funciones de un DJ residente
- Servir de apoyo a los DJs invitados, en muchas ocasiones adaptándose al estilo musical de este.[2]
- «Calentar» la pista de baile (warm up),[2] a menudo un DJ actúa de telonero, por lo que debe animar («calentar») al público y prepararlo para la próxima sesión.
- Disponibilidad para el club, esto implica tener un horario irregular, flexible, pues unos findes deberá pinchar al inicio de la noche, otros en la hora pico y otros en la clausura.[3]
- Ser responsable de la «identidad musical» del club; igual que el diseñador gráfico se encargará de la comunicación visual de la empresa, el/los DJ(s) residente(s) suelen ser responsables de la línea musical del club, y en parte, por lo tanto, de la imagen/mensaje que se proyecta.[3][4]

En este sentido, el reportero A. Arango escribe para Vice:

Las residencias no solo benefician a los DJs, sino que ayudan a los clubes a forjar su sonido y darles una identidad. Por eso cuando escuchamos "Residente de Amnesia Ibiza" o "Residente de Concrete Paris" se nos vienen a la cabeza sonidos completamente distintos. Algunas residencias llegan a ser tan legendarias que terminan definiendo el futuro de los clubes. Por ejemplo, es imposible hablar de Paradise Garage sin mencionar el rol que tuvo Larry Levan, o hablar de Fabric sin mencionar el trabajo de curaduría de Craig Richards.
Alejandro Arango, VICE (2017)

En un sentido más amplio, los DJs locales también son en cierta manera responsables de la escena musical local de su ciudad, región o país. Un enfoque más local de la música electrónica lleva a la creación de nuevos sonidos y tendencias. Así lo describe M. Barnes para DJ Broadcast:

Con un mayor enfoque en las giras, hay menos posibilidades de que las influencias locales se permeen en la cultura global de la música electrónica. Parece que nos estamos moviendo hacia un "sonido" homogeneizado y genérico que evita cualquier influencia cultural de localidades específicas. Como pilar de un club, los DJ pueden ayudar a cultivar sonidos locales, desde sutiles matices de estilo hasta la reinvención completa de géneros como la música tuki de Venezuela. Desarrollado por DJs y productores locales, que fusionaron hard house y techno con influencias locales, surgió como su propio subgénero a principios de la década de 2000.
Marcus Barnes, DJ Broadcast (2013)

## Residentes icónicos
- Alfredo en Amnesia (Ibiza)
- Craig Richards en Fabric (Londres)
- Danny Tenaglia en Tunnel (Nueva York)
- David Mancuso en Loft (Nueva York)
- Frankie Knuckles en Warehouse (Chicago)
- Harri & Domenic en Sub Club (Glasgow)
- Larry Levan en Paradise Garage (Nueva York)
- Ron Hardy en Music Box (Chicago)
- Alboskalari en Utopia (Pamplona)